# Djivan Gasparian
Djivan Gasparian (armeni: Ջիվան Արամայիսի Գասպարյան)  (Solak, 12 d'octubre de 1928 - Los Angeles, 6 de juliol de 2021) va ser un músic i compositor. Conegut per tocar el duduk, un instrument de vent de doble llengüeta relacionat amb l'oboè.
Va realitzar gires a escala mundial tocant música folklòrica armènia. Va col·laborar amb diversos artistes, com ara Erkan Oğur, Sting, Peter Gabriel, Brian May, Lionel Richie, Derek Sherinian, Ludovico Einaudi, David Sylvian, Hans Zimmer i Andreas Vollenweider, entre d'altres.
Com a curiositat, Gasparian és la persona de més edat que ha participat com a artista principal al Festival de la Cançó d'Eurovisió (2010).

## Discografia
- I Will Not Be Sad in This World (All Saints Records, 1989)
- Moon Shines at Night (All Saints Records)
- Ask Me No Questions (Traditional Crossroads 4268, 1996)
- Apricots From Eden (Traditional Crossroads 4276, 1996)
- The Crow, soundtrack
- Black Rock, with Michael Brook (Realworld 46230, 1998)
- Djivan Gasparyan Quartet (Libra Music 1998)
- The Siege, soundtrack (1998)
- Eden Roc (Ludovico Einaudi, 1999)
- Heavenly Duduk (Network 1999)
- Dead Bees On A Cake, David Sylvian; (track 'Darkest Dreaming')
- Cosmopoly, as guest of Andreas Vollenweider (EDEL Records, SLG Records (USA/Canada)
- Armenian Fantasies (Network 34801, 2000)
- Gladiator (2000 soundtrack)
- Fuad, with Erkan Oğur (Traditional Turkish & Armenian songs) (2001)
- Blood of the Snake, Derek Sherinian (2006) (Gaspayran appears on the track "Prelude To Battle")
- RockPaperScissors, Michael Brook (EQR 0006, 2006)(Gaspayran appears on track "Pasadena part two")
- Pangea with Lian Ensemble (Houman Pourmehdi & Piraye Pourafar), Swapan Chaudhuri and Miroslav Tadić (Lian Records 118, 2006)
- The Soul of Armenia (Network Medien's double-CD package 2008)
- Penumbra, with Michael Brook (Canadian Rational/bigHelium, 2008)